# Districte de Báruè
El districte de Báruè és un districte de Moçambic, situat a la província de Manica. Té una superfície de 5.750 kilòmetres quadrats. En 2007 comptava amb una població de 81.002 habitants. Limita al nord amb el districte de Guro i amb el districte de Changara de la província de Tete, a l'oest amb Zimbabwe, al sud amb els districtes de Manica i Gondola i a l'est amb el districte de Macossa.

## Divisió administrativa
El districte està dividit en tres postos administrativos (Catandica, Choa i Nhampassa), compostos per les següents localitats:
- Posto Administrativo de Catandica:
  - Chivalo
  - Inhazonia
  - Tsacale
- Posto Administrativo de Choa:
  - Choa
  - Nhauroa
- Posto Administrativo de Nhampassa:
  - N'Fudzi
  - Nhanssacara